# Ebenisteria

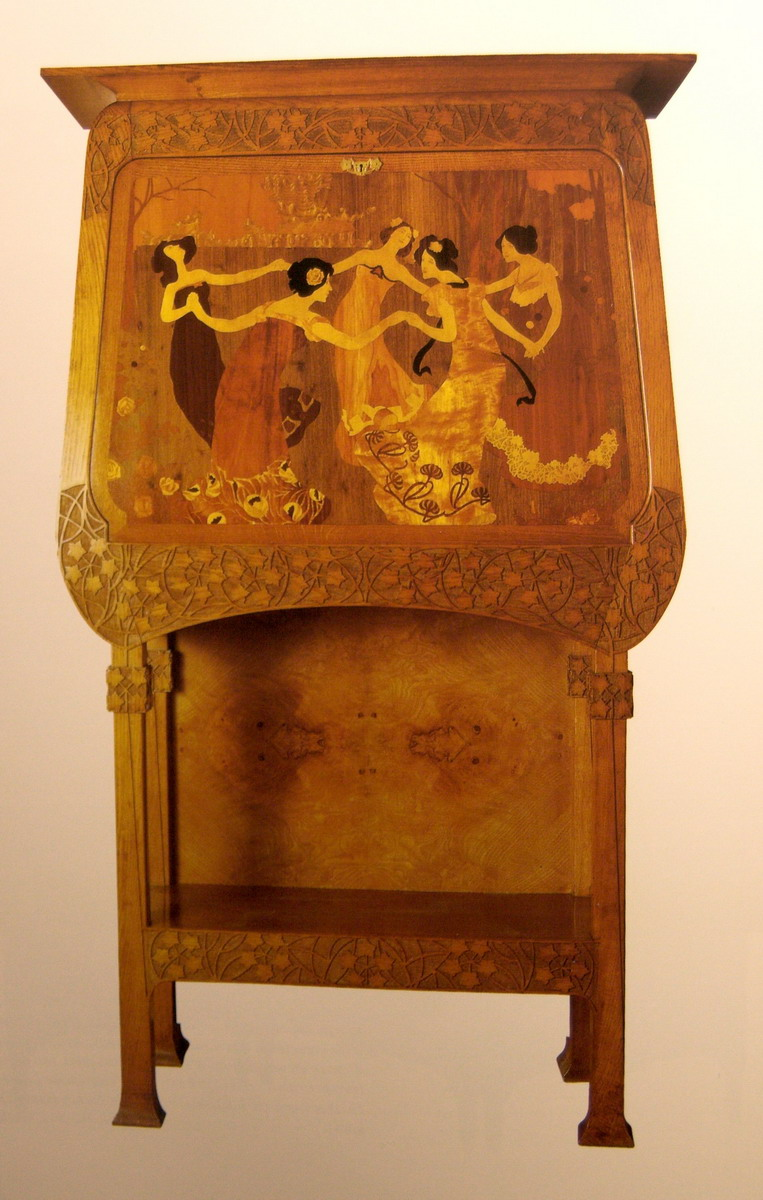
Arqueta La sardana de Gaspar Homar i Mezquida.

L'ebenisteria és una especialitat del treball de la fusta en la qual, per mitjà de diverses operacions es construeixen mobles de luxe. Els dos models tradicionals més comuns d'ebenisteria són el xinès i l'europeu. Els xinesos, en particular, han desenvolupat cents de tipus de juntes, i els seus mobles sovint s'aguanten sense cola ni claus.
Les eines típiques d'aquest ofici són, principalment, de tall, marqueteria, tornejat i poliment: xerracs, serres de bastidor, garlopes, ribots, etc.
Els productes característics cobreixen tota la gamma de mobles fins, com són les calaixeres, prestatges, passamans d'escales o biblioteques.
Als treballadors d'aquesta especialitat se'ls anomena ebenistes.

## Història
Com la pedra, el fang i determinades parts d'animals, la fusta va ser un dels primers materials treballats pels homes primitius. El desenvolupament d'una civilització sol anar lligat a l'augment del grau de destresa en el treball dels materials.
Dues civilitzacions antigues hàbils en l'ús de la fusta van ser els egipcis i els xinesos. El treball de la fusta és descrit en molts dibuixos de l'antic Egipte. També hi ha còpies del treball dels antics egipcis, com cadires, que encara existeixen. El metall usat pels egipcis era, probablement, el bronze o el coure, perquè l'acer encara no s'havia inventat.
acoblament i encolat, s'elaboren mobles en fustes fines, especialment en eben (també anomenat banús), del qual pren el nom.

Lu Ban i la seva esposa, Yun, són considerats els precursors dels treballs de fusta a la Xina. Es diu que Lu Ban va introduir la garlopa i altres instruments a la Xina. Els seus ensenyaments estan continguts en el Lu Ban Jing (manuscrit de Lu Ban), encara que probablement va ser escrit 1.500 anys abans. Aquest llibre descriu com es construeixen diferents objectes. També conté instruccions molt extenses sobre el Feng Shui. Gairebé no s'hi fa cap esment de la complicada ebenisteria xinesa sense cola ni claus, per la qual els mobles xinesos són tan famosos.

## Operacions pròpies de l'ebenisteria
- Embogar[1]
- Entatxar[2]
- Embotir[3]
- Enclavillar[4]
- Engarrotar[5]
- Emmotllurar[6]
- Fonar[7]

## Oficis i activitats de l'ebenisteria
- Cadirer[8] o cadiraire[9]
- Ebenista[10] o fuster primater[11]
- Dissenyadors de mobles
- Bagulaire[12]
- Llitaire[13]

## Ebenistes: dissenyadors de mobles dels Països Catalans
- Eusebi Busquets i Conill[14]
- Francesc Vidal i Jevellí[15] i el seu fill Frederic Vidal i Puig
- Gaspar Homar i Mezquida[16]
- Joan Busquets i Jané[17]
- Joan Pallarols i Colomer[18]
- Josep Mainar i Pons[19]
- Lluís Reig i Bonet[20]
- Ramon Marinel·lo i Capdevila[21]